# Newton Arvin
Frederick Newton Arvin, Jr. (geboren am 25. August 1900 in Valparaiso, Indiana; gestorben am 21. März 1963 in Northampton, Massachusetts) war ein US-amerikanischer Literaturwissenschaftler, der vor allem mit Arbeiten zur amerikanischen Romantik hervorgetreten ist.

## Leben
Newton Arvin studierte Englische Literatur an der Harvard University und wurde durch die Publikationen Van Wyck Brooks inspiriert. Nach seinem Studium war er an verschiedenen Hochschulen tätig und bekam schließlich eine Anstellung als Professor am Smith College in Northampton, Massachusetts.
Obwohl er homosexuell war, heiratete er 1932 seine Schülerin Mary Garrison, von der er 1940 wieder geschieden wurde. Nach dieser unglücklichen Ehe begann er eine Affäre mit dem jungen Schriftsteller Truman Capote, als sich dieser vom 1. Mai bis 17. Juli 1946 in der Künstlerkolonie Yaddo in Saratoga Springs aufhielt. Capote arbeitete dort an seinem ersten Roman Andere Stimmen, andere Räume. Die Beziehung endete 1949, nicht zuletzt deshalb, weil Arvin nicht mit Capote zusammenziehen wollte, so dass sich beide nur selten treffen konnten. Sie blieben aber weiterhin befreundet.
1952 wurde er in die American Academy of Arts and Letters aufgenommen.
Bekannt wurde Arvin über Fachkreise hinaus, als er 1960 wegen des Besitzes von homosexueller Pornographie verhaftet und angeklagt wurde. Er wurde zu einem Jahr Gefängnis auf Bewährung verurteilt und durfte nicht mehr am College unterrichten, erhielt jedoch weiterhin ein kleines monatliches Salär. Mit ihm wurden aus dem gleichen Grund die Professoren Joel Dorius und Edward Spofford am Smith College entlassen.
Newton Arvin starb im März 1963 an Bauchspeicheldrüsenkrebs.
Das Mount Holyoke College veranstaltete 2001 ein Symposium über Newton Arvin. 2002 gestand das Smith College die ungerechtfertigte Kündigung der drei Professoren ein und errichtete eine eigene Vorlesungsreihe sowie die Dorius/Spofford-Stiftung in Höhe von 100.000 Dollar für Arbeiten im Bereich der Bürgerrechte und der Meinungsfreiheit und schrieb den jährlichen Newton-Arvin-Preis für Amerikanische Studien in Höhe von 500 Dollar aus.

## Werke
als Autor
- Hawthorne. Little, Brown, Boston 1929.
- Whitman. Macmillan, New York 1938.
- Herman Melville. Sloane, New York 1950.
- Longfellow: His Life and Work. Little, Brown, Boston 1963.
- American Pantheon: Essays on Emerson, Thoreau, Whitman, Hawthorne, Melville and other 19th-century American Writers. Hrsg. von Daniel Aaron und Sylvan Schendler. Delacorte, New York 1966.

als Herausgeber
- Nathaniel Hawthorne: The Heart of Hawthorne's Journals. Houghton Mifflin, Boston und New York 1929.
- Nathaniel Hawthorne: Hawthorne’s Short Stories. Alfred A. Knopf, New York 1946.
- Nathaniel Hawthorne: The Scarlet Letter. Harper, New York 1950.
- Henry Adams: The Selected Letters of Henry Adams. Farrar, Straus and Young, New York 1951.
- George Washington Cable: The Grandissimes: A Story of Creole Life. Sagamore Press, New York 1957.

## Sekundärliteratur
- Michael C. Berthold: (Frederic) Newton Arvin, (Jr.). In: Dictionary of Literary Biography, Band 103: American Literary Biographers: First Series. Gale, Detroit 1991, S. 13–20.
- Chris Castiglia: "A Democratic and Fraternal Humanism": The Cant of Pessimism and Newton Arvin's Queer Socialism. In: American Literary History 21:1, 2009, S. 159–182.
- Arnold Goldman: The Tragic Sense of Newton Arvin. In: The Massachusetts Review 7:4, S. 823–827.
- Robert K. Martin: Newton Arvin: Literary Critic and Lewd Person. In: American Literary History 16:2, 2004, S. 290–317.
- Barry Werth: The Scarlet Professor: Newton Arvin, A Literary Life Shattered by Scandal. Talese, New York 2001.
- Edmund Wilson: Arvin's Longfellow and New York State's Geology. In: The New Yorker 39 vom 23. März 1963, S. 174–181.